# Катуза (окръг, Джорджия)
Окръг Катуза (на английски: Catoosa County) е окръг в щата Джорджия, Съединени американски щати. Площта му е 422 km², а населението - 62 016 души. Административен център е град Рингголд.